# The Andrews Sisters
Le Andrews Sisters erano un celebre girl group statunitense, attivo soprattutto tra la fine degli anni trenta e la metà degli anni sessanta (salvo un breve ritorno a fine anni settanta) e formato dalle tre sorelle LaVerne Sophie Andrews (Minneapolis, Minnesota, 6 luglio 1911 – Hollywood, California, 8 maggio 1967), Maxene Angelyn Andrews (Minneapolis, Minnesota, 3 gennaio 1916 – Cape Cod, Massachusetts, 21 ottobre 1995) e Patricia Marie "Patty" Andrews (Mound, Minnesota, 16 febbraio 1918 - Northridge, California, 30 gennaio 2013).

## Carriera
Nate in Minnesota da padre greco e madre di origine norvegese, le sorelle Andrews iniziarono la loro carriera in qualità di imitatrici delle Boswell Sisters, prima di essere "scoperte" nel 1937: è di quell'anno l'incisione del loro primo singolo di successo, Bei mir bist Du schön, adattamento di una canzone yiddish.
Il gruppo nacque nel 1932 a Minneapolis e si sciolse definitivamente nel 1975. Tra i loro brani più celebri, si possono citare: Bei mir bist Du schön (1937), Oh! Ma-Ma! (The Butcher Boy) (1938), Boogie Woogie Bugle Boy (1941), Rum and Coca-Cola (1944), Here Comes Santa Claus (1950), Mele Kalikimaka (1950, con Bing Crosby). Numerose furono le incisioni e le collaborazioni con altri cantanti (tra cui Bing Crosby), oltre che le partecipazioni a diversi film degli anni quaranta. Nel 1998 sono state inserite nella Vocal Group Hall of Fame.
La loro musica costituiva un lieto passatempo per le truppe impegnate durante la Seconda guerra mondiale e ciò fece crescere la loro popolarità, tanto che iniziarono presto le collaborazioni con Bing Crosby (con cui incisero ben 47 canzoni) e le partecipazioni a quindici film hollywoodiani dell'epoca, il primo dei quali fu Argentine Nights. L'ultima apparizione delle tre sorelle risale al settembre 1966, in occasione del Dean Martin Show. Di lì a poco, LaVerne morì di cancro e fu temporaneamente sostituita da Joyce De Young, prima che il gruppo si sciogliesse.
Solo nel 1974 Maxene e Patty tornarono sulle scene, prendendo parte a Broadway al musical Over Here!, che ebbe un grande successo. In seguito, però, Patty ebbe dei problemi legali con i produttori (che lei citò in giudizio) e le strade delle sorelle si divisero, almeno sino al 1º ottobre 1987, quando le Andrews ottennero la stella nella Hollywood Walk of Fame di Los Angeles. Nel 1995 moriva, a causa di un attacco cardiaco, anche Maxene. Nel 2013, all'età di 94 anni, Patty muore a Northridge (Los Angeles). Wally, suo marito per più di 55 anni, morì il 26 agosto 2010 all'età di 88 anni.

## Discografia

### Singoli di maggiore successo
- Bei mir bist Du schön (1937) (numero 1 per 5 settimane)
- Hold Tight, Hold Tight (Want Some Sea Food, Mama?) (1938) (numero 2)
- Beer Barrel Polka (Roll Out the Barrel) (1939) (numero 4)
- Well All Right! (Tonight's the Night) (1939) (numero 5)
- Yodelin' Jive (con Bing Crosby, settembre 1939) (numero 4)
- Say Si Si (Para Vigo Me Voy) (1940) (numero 4)
- Ferryboat Serenade (La Piccinina) (1940) (numero 1 per 3 settimane)
- Beat Me, Daddy, Eight to the Bar (1940) (numero 2)
- I'll Be with You in Apple Blossom Time (1940) (numero 5)
- Boogie Woogie Bugle Boy (1941) (numero 6)
- The Shrine of St. Cecilia (1941) (numero 3)
- 'Don't Sit Under the Apple Tree (With Anyone Else but Me) (1942) (numero 16) - Grammy Hall of Fame Award 2016
- Pistol Packin' Mama (con Bing Crosby, 1943) (numero 2)
- Victory Polka (con Bing Crosby, 1943) (numero 5)
- Jingle Bells (con Bing Crosby, 1943) (1943: numero 19 & 1947: numero 21)
- Santa Claus Is Coming to Town (con Bing Crosby, 1943) (numero 22)
- Shoo Shoo Baby (1943) ( numero 1 per nove settimane)
- Is You Is Or Is You Ain't (Ma' Baby?) (con Bing Crosby, 1944) (numero 2)
- There'll Be a Hot Time in the Town of Berlin (When the Yanks Go Marching In) (con Bing Crosby, giugno 1944) (numero 1 per 6 settimane)
- Don't Fence Me In (con Bing Crosby, 1944) (numero 1 per otto settimane nella Billboard Hot 100) - Grammy Hall of Fame Award 1998
- Rum and Coca-Cola (1945) (numero 1 per 8 settimane nella Billboard Hot 100)
- Ac-cent-tchu-ate The Positive (con Bing Crosby, 1944) (numero 2)
- Along The Navajo Trail (con Bing Crosby, 1945) (numero 2)
- South America, Take It Away (con Bing Crosby, 1946) (numero 2)
- rumors Are Flying (con Les Paul, 1946) (numero 4)
- Near You (1947) (numero 2)
- Civilization (Bongo, Bongo, Bongo) (con Danny Kaye, 1947) (numero 3)
- Toolie Oolie Doolie (The Yodel Polka) (1947) (numero 3)
- Underneath the Arches (con Billy Ternant e la sua orchestra, 1948) (numero 5)
- I Can Dream, Can't I? (con Gordon Jenkins e la sua orchestra e il suo coro, 1949) (numero 1 per 4 settimane nella Billboard Hot 100 nel 1950)
- I Wanna Be Loved (con Gordon Jenkins e la sua orchestra e il suo coro, 1950) (numero 1 per due settimane)

### Altri singoli
- Nice Work if You Can Get It (1938) (numero 12)
- Joseph! Joseph! (1938) (numero 18)
- Ti-Pi-Tin (1938) (numero 12)
- Shortenin' Bread (1938) (numero 16)
- Says My Heart (1938) (numero 10)
- Tu-Li-Tulip Time (con Jimmy Dorsey e la sua orchestra) (1938) (numero 9)
- Sha-Sha (con Jimmy Dorsey e la sua orchestra) (1938) (numero 17)
- Lullaby to a Jitterbug (1938) (numero 10)
- Pross Tchai (Goodbye-Goodbye) (1939) (numero 15)
- You Don't Know How Much You Can Suffer (1939) (numero 14)
- Ciribiribin (They're So in Love) (con Bing Crosby & Joe Venuti e la sua orchestra) (1939) (numero 13)
- Chico's Love Song (1939) (numero 11)
- The Woodpecker Song (1940) (numero 6)
- Down By the O-HI-O (1940) (numero 21)
- Rhumboogie (1940) (numero 11)
- Hit the Road (1940) (numero 27)
- Scrub Me Mama with a Boogie Beat (1940) (numero 10)
- I Yi, Yi, Yi, Yi (I Like You Very Much) (1941) (numero 11)
- Aurora (1941) (numero 10)
- Sonny Boy (1941) (numero 22)
- The Nickel Serenade (1941) (numero 22)
- Sleepy Serenade (1941) (numero 22)
- I Wish I Had a Dime (For Ev'rytime I Missed You) (1941) (numero 20)
- Jealous (1941) (numero 12)
- I'll Pray For You (1942) (numero 22)
- Three Little Sisters (1942) (numero 8)
- Pennsylvania Polka (1942) (numero 17)
- That's the Moon, My Son (1942) (numero 18)
- Mister Five By Five (1942) (numero 14)
- Strip Polka (1942) (numero 6)
- Here Comes the Navy (1942) (numero 17)
- East of the Rockies (1943) (numero 18)
- Down in the Valley (Hear that Train Blow) (1944) (numero 20)
- Straighten Up and Fly Right (1944) (numero 8)
- Sing a Tropical Song (1944) (numero 24)
- Tico-Tico no Fubá (1944) (numero 24)
- Corns for My Country (1945) (numero 21)
- The Three Caballeros (con Bing Crosby) (1945) (numero 8)
- One Meat Ball (1945) (numero 15)
- The Blond Sailor (1945) (numero 8)
- Money Is the Root of All Evil (Take it Away, Take it Away, Take it Away) (con Guy Lombardo & i suoi Royal Canadians) (1946) (numero 9)
- Patience and Fortitude (1946) (numero 12)
- Coax Me a Little Bit (1946) (numero 24)
- Get Your Kicks on Route 66 (con Bing Crosby) (1946) (numero 14)
- I Don't Know Why (I Just Do) (1946) (numero 17)
- The House of Blue Lights (con Eddie Heywood e la sua orchestra) (1946) (numero 15)
- Winter Wonderland (con Guy Lombardo e i suoi Royal Canadians) (1946) (numero 22)
- Christmas Island (con Guy Lombardo e i suoi Royal Canadians) (1946: numero 7; 1947: numero 20; 1949: numero 26)
- Tallahassee (con Bing Crosby) (1947) (numero 10)
- There's No Business Like Show Business (with Bing Crosby & Dick Haymes) (1947) (numero 25)
- On the Avenue (con Carmen Cavallaro al pianoforte) (1947) (numero 21)
- The Lady from 29 Palms (1947) (numero 7)
- The Freedom Train (1947) (numero 21)
- Your Red Wagon (1947) (numero 24)
- How Lucky You Are (1947) (numero 22)
- You Don't Have to Know the Language (con Bing Crosby) (1948) (numero 21)
- Teresa (con Dick Haymes) (1948) (numero 21)
- Heartbreaker (with The Harmonica Gentlemen) (1948) (numero 21)
- (Everytime They Play the) Sabre Dance (con The Harmonica Gentlemen) (1948) (numero 20)
- I Hate to Lose You (1948) (numero 14)
- The Woody Woodpecker Song (con Danny Kaye & The Harmonica Gentlemen) (1948) (numero 18)
- The Blue Tail Fly (Jimmy Crack Corn) (con Burl Ives) (1948) (numero 24)
- You Call Everybody Darling (con Billy Ternant e la sua orchestra) (1948) (numero 8)
- Cuanto La Gusta (con Carmen Miranda) (1948) (numero 12)
- A Hundred and Sixty Acres (con Bing Crosby) (1948) (numero 23)
- Bella Bella Marie (1948) (numero 23)
- More Beer! (1949) (numero 30)
- I'm Biting My Fingernails and Thinking of You (con Ernest Tubb & The Texas Troubadors diretti da Vic Schoen) (1949) (numero 30)
- The Wedding of Lili Marlene (con Gordon Jenkins & la sua orchestra e il suo coro) (1949) (numero 20)
- The Pussy Cat Song (Nyow! Nyot Nyow!) (Patty Andrews & Bob Crosby) (1949) (numero 12)
- She Wore a Yellow Ribbon (con Russ Morgan e la sua orchestra) (1949) (numero 22)
- Charley, My Boy (con Russ Morgan e la sua orchestra) (1949) (numero 15)
- Merry Christmas Polka (con Guy Lombardo e i suoi Royal Canadians) (1950) (numero 18)
- Have I Told You Lately that I Love You? (con Bing Crosby) (1950) (numero 24)
- Quicksilver (con Bing Crosby) (1950) (numero 6)
- The Wedding Samba (con Carmen Miranda) (1950) (numero 23)
- Can't We Talk it Over? (con Gordon Jenkins e la sua orchestra e il suo coro) (1950) (numero 22)
- A Bushel and a Peck (1950) (numero 22)
- A Penny a Kiss-A Penny a Hug (1950) (numero 17)
- Sparrow in the Treetop (con Bing Crosby) (1951) (numero 8)
- Too Young (Patty Andrews con Victor Young e la sua orchestra) (1951) (numero 19)
- Torero, Capitol Records F 3965 (1958)

## Filmografia
- Argentine Nights (Universal Pictures, 1940)
- Gianni e Pinotto reclute (Buck Privates, Universal Pictures, 1941)
- In the Navy (Universal Pictures, 1941)
- L'inafferabile spettro (Hold That Ghost, Universal Pictures, 1941)
- What's Cookin'? (Universal Pictures, 1942)
- Private Buckaroo (Universal Pictures, 1942)
- Give Out, Sisters (Universal Pictures, 1942)
- How's About It (Universal Pictures, 1943)
- Always a Bridesmaid (Universal Pictures, 1943)
- Swingtime Johnny (Universal Pictures, 1943)
- Moonlight and Cactus (Universal Pictures, 1944)
- Follow the Boys (Universal Pictures, 1944)
- Hollywood Canteen (Warner Brothers, 1944)
- Her Lucky Night (Universal Pictures, 1945)
- Musica maestro (Make Mine Music, Walt Disney Studios, 1946)
- Avventura in Brasile (Road to Rio, Paramount Pictures, 1947)
- Lo scrigno delle sette perle (Melody Time, Walt Disney Studios, 1948)

## Musical
- Over There! (1974)